# レス・マッキャン

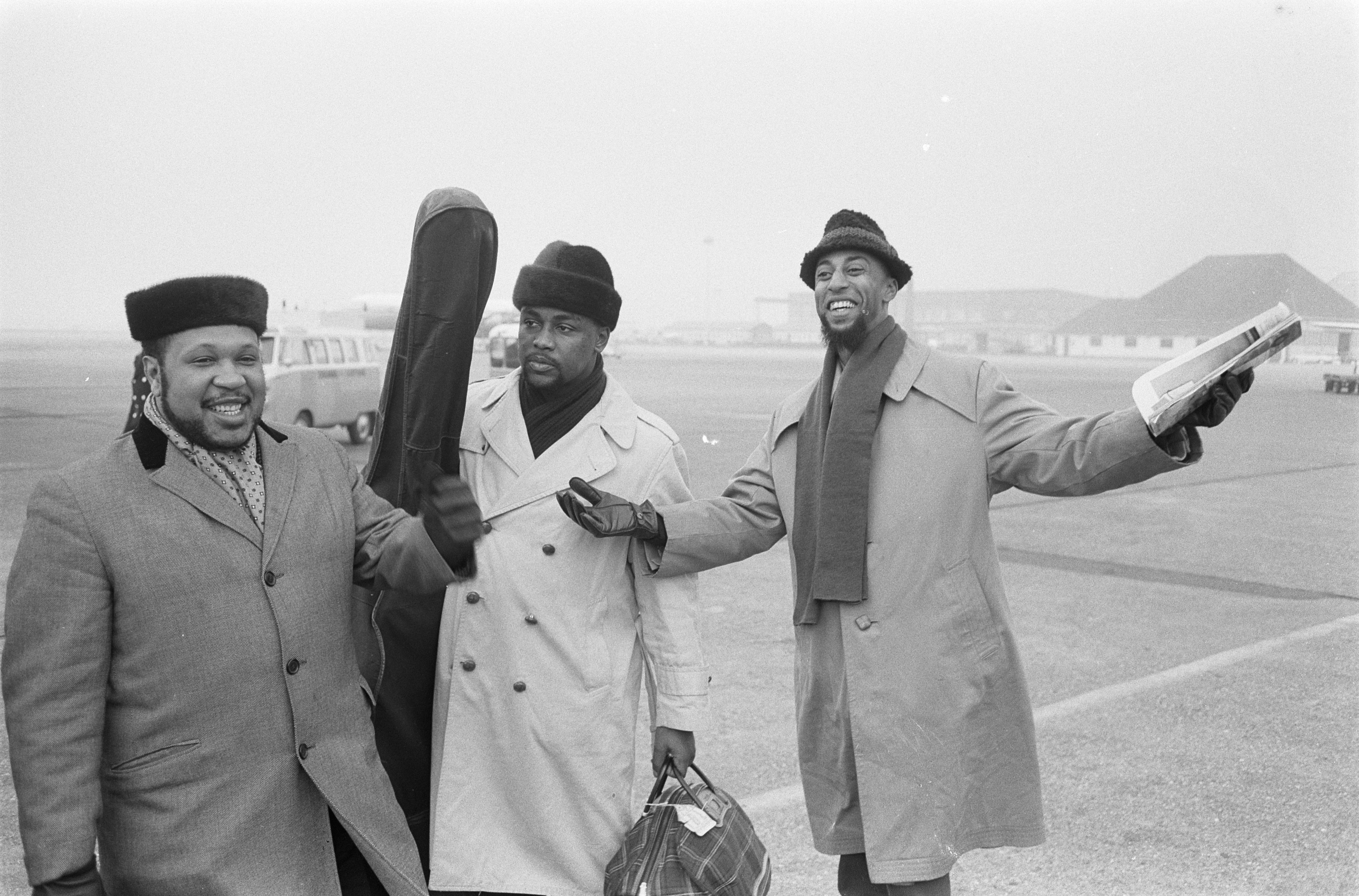
レス・マッキャン・トリオ (1962)

レス・マッキャン（英語: Les McCann、本名：Leslie Coleman McCann、1935年9月23日 - 2023年12月29日）は、アメリカ合衆国のジャズ・ピアニストおよびボーカリスト。

## 人物
1935年、ケンタッキー州レキシントンに生まれる。海軍退役後、プロのミュージシャンへ。
1960年、パシフィック・ジャズ・レコードからレス・マッキャン Ltd.名義の『Plays the Truth』でレコーディング・デビューした。 
1969年、アトランティック・レコードは、その年のモントルー・ジャズ・フェスティバルでサックス奏者のエディ・ハリスとトランペッターのベニー・ベイリーと録音したアルバム『スイス・ムーヴメント』をリリース。アルバムにはベトナム戦争への反戦をうたった「Compared to What」という曲が含まれており、アルバムとシングルの両方がビルボードのポップチャート入りを果たす。
『スイス・ムーヴメント』の成功後、ソウルフルなピアニストというだけではなく、渋いボーカルも前面に出したアルバムにも力を入れ、ソウルジャズの革新者として、ジャズとファンク、ソウル、ワールドリズムを融合。またアコースティックにとどまらず、エレクトリックピアノ、クラビネット、シンセサイザーを演奏に取り入れた最初のジャズミュージシャンの一人でもある。
ロバータ・フラックを発掘し、1969年のアルバム『コメント』でも共演しデビューに力を貸した。
1971年に、マッキャンの音楽活動はジャズの枠を超え、ソウル、R&B、そしてロックの分野で、ウィルソン・ピケット、ザ・ステイプル・シンガーズ、サンタナとアイク&ティナ・ターナーと共演した。
1990年代半ばに脳卒中をおこすが、2002年には音楽に復帰。また画家および写真家としても活躍している。
2023年12月29日にロサンゼルス大都市圏の病院で死去。88歳没。

## ディスコグラフィ

### リーダー・アルバム
- Les McCann Ltd. Plays the Truth  (1960年、Pacific Jazz)
- 『レス・マッキャン・シングス』 - Les McCann Sings (1961年、Pacific Jazz)
- 『レス・マッキャン・イン・サンフランシスコ』 - Les McCann Ltd. in San Francisco (1961年、Pacific Jazz)
- 『プリティ・レディ』 - Pretty Lady (1961年、Pacific Jazz)
- 『サムシング・スペシャル』 - Somethin' Special (1962年、Pacific Jazz) ※with リチャード・グルーヴ・ホームズ
- 『レス・マッキャン・イン・ニューヨーク』 - Les McCann Ltd. in New York (1962年、Pacific Jazz)
- On Time (1962年、Pacific Jazz)
- 『ストーミー・マンデイ』 - Stormy Monday (1962年、Capitol) ※with ルー・ロウルズ
- 『ゴスペル・トゥルース』 - The Gospel Truth (1963年、Pacific Jazz)
- Les McCann Ltd. Plays The Shampoo At The Village Gate (1963年、Pacific Jazz)
- 『マッカナ』 - McCanna (1963年、Pacific Jazz)
- 『ジャズ・ワルツ』 - Jazz Waltz  (1963年、Pacific Jazz) ※with ジャズ・クルセイダーズ
- Spanish Onions (1964年、Pacific Jazz)
- McCann/Wilson (1964年、Pacific Jazz) ※with ジェラルド・ウィルソン
- 『ソウル・ヒッツ』 - Soul Hits (1964年、Pacific Jazz)
- Beaux J. Pooboo (1965年、Limelight)
- 『バット・ノット・リアリー』 - But Not Really (1965年、Limelight)
- 『レス・マッキャン・プレイズ・ザ・ヒッツ』 - Les McCann Plays the Hits (1966年、Limelight)
- A Bag of Gold (1966年、Pacific Jazz)
- Live at Shelly's Manne-Hole (1966年、Limelight)
- Live at Bohemian Caverns - Washington, DC (1967年、Limelight)
- 『バケット・オ・グリース』 - Bucket O' Grease (1967年、Limelight)
- From the Top of the Barrel (1967年、Pacific Jazz)
- More or Les McCann (1969年、World Pacific)
- 『マッチ・レス』 - Much Les (1969年、Atlantic)
- 『スイス・ムーヴメント』 - Swiss Movement (1969年、Atlantic) ※with エディ・ハリス
- Les McCann Ltd. Plays the Shout (1970年、Sunset)
- New from the Big City (1970年、World Pacific)
- 『コメント』 - Comment (1970年、Atlantic)
- 『セカンド・ムーヴメント』 - Second Movement (1971年、Atlantic) ※with エディ・ハリス
- 『トーク・トゥ・ザ・ピープル』 - Talk to the People (1972年、Atlantic)
- Invitation to Openness (1972年、Atlantic)
- 『ライヴ・アット・モントルー』 - Live at Montreux (1973年、Atlantic)
- Another Beginning (1974年、Atlantic)
- Layers (1973年、Atlantic)
- Doldinger Jubilee '75 (1975年、Atlantic)
- 『ハッスル・トゥ・サヴァイヴ』 - Hustle to Survive (1975年、Atlantic)
- River High, River Low (1976年、Atlantic)
- Music Lets Me Be (1977年、ABC/Impulse!)
- Change, Change, Change  (1977年、ABC/Impulse!)
- 『ザ・マン』 - The Man (1978年、A&M)
- 『トール、ダーク・アンド・ハンサム』 - Tall, Dark & Handsome (1979年、A&M)
- 『ザ・ロンガー・ユー・ウェイト』 - The Longer You Wait (1983年、Jam)
- 『ロード・ウォリアーズ』 - Road Warriors (1984年、Greene Street) ※with ヒューストン・パーソン
- 『ミュージック・ボックス』 - Music Box (1984年、Jam)
- Butterfly (1988年、Stone)
- 『レス・イズ・モア』 - Les Is More (1990年、Night)
- On the Soul Side (1994年、MusicMasters)
- Listen Up! (1996年、MusicMasters)
- Pacifique (1998年、MusicMasters) ※with Joja Wendt
- How's Your Mother? (1998年、32 Jazz)
- 『ポンプ・イット・アップ』 - Pump It Up (2002年、ESC)
- 『ヴァイブレーションズ』 - Vibrations (2004年、Leafage Jazz)
- The Shout (2011年、American Jazz Classics)
- 28 Juillet (2018年、Fremeaux)

### 参加アルバム
- テディ・エドワーズ : 『イッツ・アバウト・タイム』 - It's About Time (1960年、Pacific Jazz)
- リチャード・グルーヴ・ホームズ : 『グルーヴ』 - Groove (1961年、Pacific Jazz)
- リチャード・グルーヴ・ホームズ : Tell It Like It Tis (1966年、Pacific Jazz)
- ハービー・マン : 『ダウン・オン・ザ・コーナー』 - Deep Pocket (1994年、Kokopelli)
- キャッシュ・マッコール : Cash Up Front (1988年、Stone)
- クリフォード・スコット : Out Front (1963年、Pacific Jazz)
- スタンリー・タレンタイン : 『ザッツ・ホエア・イッツ・アット』 - That's Where It's At (1962年、Blue Note)
- スタンリー・タレンタイン : 『ストレート・アヘッド』 - Straight Ahead (1985年、Blue Note)